# Gare de Moriville
La gare de Moriville était une halte ferroviaire française  de la ligne de Charmes à Rambervillers, située sur le territoire de la commune de Moriville, dans le département des Vosges en région Lorraine.
Mise en service en 1871 par la Compagnie des chemins de fer de l'Est, elle est fermée au service des voyageurs en 1935.

## Situation ferroviaire
Établie à 345 m d'altitude, la halte de Moriville était, durant la période d'activité ferroviaire, située au point kilométrique (PK) 12,0 de la ligne de Charmes à Rambervillers, entre les gares de La Verrerie-de-Portieux et de Rehaincourt.

## Histoire
Le 30 décembre 1864 le préfet du département des Vosges annonce par courrier qu'il a fait étudier un nouveau tracé pour le projet de ligne devant relier Rambervillers et la ligne de Gray à Nancy. Il indique que le raccordement se fera à Charmes et qu'il est notamment prévu une halte à Moriville, à un kilomètre du village.
La halte de Moriville est mise en service le 16 septembre 1871 par la Compagnie des chemins de fer de l'Est, chargée de l'exploitation par la Compagnie du chemin de fer de Rambervillers à Charmes concessionnaire de la ligne.
En 1886, le trafic en gare représente pour l'expédition, 6 617 voyageurs pour une recette totale de 2 369,60 fr.
La fermeture du service voyageurs intervient en 1935.
Il ne reste que la plateforme de la voie, la halte et ses installations ont disparu.